# LLPW認定シングル王座
LLPW認定シングル王座（エル・エル・ピー・ダブリューにんていシングルおうざ）は、LLPWが管理、認定していた王座。

## 歴史
1993年8月29日、LLPW後楽園ホール大会で行われた初代王座決定トーナメントに優勝した神取忍が初代王者になった。
2003年8月3日、引退する風間ルミの功績を讃えて永久王者に認定。

## 歴代王者
| 歴代   | 選手                 | 戴冠回数 | 防衛回数 | 獲得日付       | 獲得場所 （対戦相手・その他）                                                           |
| ------ | -------------------- | -------- | -------- | -------------- | --------------------------------------------------------------------------------------- |
| 初代   | 神取忍               | 1        | 2        | 1993年8月29日  | 後楽園ホール イーグル沢井                                                               |
| 第2代  | 立野記代             | 1        | 1        | 1994年9月23日  | 後楽園ホール                                                                            |
| 第3代  | イーグル沢井         | 1        | 1        | 1995年3月17日  | 後楽園ホール                                                                            |
| 第4代  | 天界二十八部衆カルラ | 1        | 4        | 1995年11月13日 | 大阪府立体育会館第2競技場                                                               |
| 第5代  | イーグル沢井         | 2        | 不明     | 1996年10月27日 | 後楽園ホール 1997年8月15日剥奪                                                          |
| 第6代  | 神取忍               | 2        | 不明     | 1997年10月7日  | 熊本市水前寺体育館 イーグル沢井                                                         |
| 第7代  | ハーレー斉藤         | 2        | 不明     | 1999年8月22日  | 後楽園ホール                                                                            |
| 第8代  | イーグル沢井         | 3        | 不明     | 2000年8月19日  | スポーツ健康都市記念体育館                                                              |
| 第9代  | キャロル美鳥         | 1        | 不明     | 2001年7月16日  | 鹿児島アリーナ 2001年11月23日剥奪                                                       |
| 第10代 | キャロル美鳥         | 2        | 0        | 2001年12月16日 | 後楽園ホール 井上貴子                                                                   |
| 第11代 | 風間ルミ             | 1        | 1        | 2002年3月21日  | 後楽園ホール                                                                            |
| 第12代 | イーグル沢井         | 4        | 0        | 2003年3月5日   | 興南会館 2003年8月3日返上                                                               |
| 第13代 | 小河真子             | 1        | 0        | 2003年8月3日   | 後楽園ホール 8人によるバトルロイヤル 2003年8月3日に代表である神取忍が権限行使のため剥奪 |
| 第14代 | 風間ルミ             | 2        | 0        | 2003年8月3日   | 後楽園ホール 2003年8月3日に引退する風間ルミを永久王者に認定                             |